# WTA Aurora
Das WTA Aurora  (offiziell: Colorado Tennis Classic) war ein Tennisturnier der Women’s Tennis Association, das in Aurora (Colorado) ausgetragen wurde.

## Siegerliste

### Einzel
| Jahr | Siegerin    | Finalgegnerin   | Ergebnis |
| ---- | ----------- | --------------- | -------- |
| 1991 | Lori McNeil | Manon Bollegraf | 6:3, 6:4 |

### Doppel
| Jahr | Siegerinnen                  | Finalgegnerinnen          | Ergebnis |
| ---- | ---------------------------- | ------------------------- | -------- |
| 1991 | Lise Gregory Gretchen Magers | Patty Fendick Lori McNeil | 6:4, 6:4 |

## Quelle
- WTA Aurora als PDF (englisch) auf der WTA-Homepage